# Lake Linden (Míchigan)
Lake Linden es una villa ubicada en el condado de Houghton en el estado estadounidense de Míchigan. En el Censo de 2010 tenía una población de 1007 habitantes y una densidad poblacional de 437,84 personas por km².

## Geografía
Lake Linden se encuentra ubicada en las coordenadas 47°11′43″N 88°24′21″O / 47.19528, -88.40583. Según la Oficina del Censo de los Estados Unidos, Lake Linden tiene una superficie total de 2.3 km², de la cual 2 km² corresponden a tierra firme y (13.18%) 0.3 km² es agua.

## Demografía
Según el censo de 2010, había 1007 personas residiendo en Lake Linden. La densidad de población era de 437,84 hab./km². De los 1007 habitantes, Lake Linden estaba compuesto por el 97.42% blancos, el 0% eran afroamericanos, el 0.7% eran amerindios, el 0.2% eran asiáticos, el 0% eran isleños del Pacífico, el 0.2% eran de otras razas y el 1.49% pertenecían a dos o más razas. Del total de la población el 0.79% eran hispanos o latinos de cualquier raza.